# Çotanak Stadyumu
Çotanak Stadyumu – stadion piłkarski w Giresunie, w Turcji. Został otwarty 24 stycznia 2021 roku. Może pomieścić 22 028 widzów. Swoje spotkania rozgrywają na nim piłkarze klubu Giresunspor.

## Charakterystyka
Budowa stadionu rozpoczęła się w listopadzie 2016 roku i trwała do grudnia 2020 roku. Inauguracja obiektu nastąpiła 24 stycznia 2021 roku meczem ligowym Giresunsporu przeciwko Balıkesirsporowi (1:0). Przed otwarciem nowej areny piłkarze Giresunsporu występowali na stadionie im. Atatürka